# Tatra K1
Tatra K1 – typ prototypowego tramwaju wytwarzanego w latach 1964–1965 w zakładach ČKD w Pradze w Czechosłowacji. Pierwszy przegubowy tramwaj produkowany przez te zakłady.

## Konstrukcja
Konstrukcja wozu wywodzi się bezpośrednio od tramwaju Tatra T3 i jest to właściwie jego przegubowa, dwuczłonowa wersja. K1 to dwuczłonowy, przegubowy, jednokierunkowy tramwaj, wyposażony w czworo harmonijkowych drzwi. Pudło z ryflowanymi bokami osadzone było na trzech dwuosiowych wózkach (dwa skrajne pędne, środkowy toczny). Tramwaj posiadał wyposażenie elektryczne serii UA11 z rozruchem oporowym. Wóz nie posiadał niskiej podłogi. Wewnątrz rozmieszczono siedzenia z laminatu w układzie 2+1.

## Dostawy
| Państwo        | Miasto         | Typ            | Lata dostaw    | Liczba | Numery taborowe |       |
| -------------- | -------------- | -------------- | -------------- | ------ | --------------- | ----- |
| Czechosłowacja | Ostrawa        | K1             | 1965           | 2      | 800, 801        | [ 1 ] |
| Łączna liczba: | Łączna liczba: | Łączna liczba: | Łączna liczba: | 2      |                 |       |

## Eksploatacja
Wyprodukowano dwa prototypy, które pod numerami 7000 i 7001 były testowane początkowo w Pradze, a od 1965 eksploatowane w Ostrawie pod nr 800 i 801. Ze względu na wysoką awaryjność oba wozy zostały w roku 1968 zwrócone producentowi w Pradze. Tam wóz nr 800 został przekonstruowany na wagon Tatra KT4, który eksploatowany był do 1977. Drugi prototyp był krótko testowany, a następnie złomowany.